# Dark Colony
Dark Colony este un joc video de strategie în timp real cu temă științifico-fantastică dezvoltat de Alternative Reality Technologies și publicat de Strategic Simulations. Jocul a fost lansat pentru Microsoft Windows și Mac OS în septembrie 1997. Cerințe minime de sistem: Windows 95, Pentium, 16 MB RAM, 90 MB HDD.

## Prezentare
Jocul este plasat pe o colonie fictivă de pe Marte - așa-numita „Colonie întunecată” - în anul 2137. Oamenii au descoperit pe planeta roșie o „sursă de energie remarcabilă” cu numele Petra-7. Pentru a nu se sufoca, oamenii încep să teraformeze planeta. La începutul jocului, proiectul a produs jungle și deșerturi locuibile de oameni. Totul pare să meargă bine, până când apar Taar, extratereștri dintr-o rasă împrăștiată și pe moarte care caută o nouă lume mamă, iar Marte pare să se potrivească bine cerințelor. Înainte de a se putea muta aici, trebuie să scape de oameni.
Jocul constă din două campanii, în care jucătorii pot juca. În prima campanie jucătorul comandă o forță de colonizare Pan Luma Industries (una dintre corporațiile Pământului, împreună cu Aerogen și Stratus, care sunt responsabile de proiectul Marte), al cărei scop este să se apere împotriva și să învingă amenințarea extraterestră. În cealaltă campanie, cu rasa Taar, jucătorii trebuie să învingă prezența umană pe Marte și să o revendice ca fiind a lor.

## Echilibru
Atât armatele umane, cât și cele extraterestre au unități aproape în întregime oglindite, care diferă cel mai mult ca aspect. Puținele diferențe dintre rase sunt că raza de acțiune a unităților grele de asalt este mai mare cu 1 pentru oameni în schimbul vitezei, raza de acțiune a unităților extraterestre de lunetist este mai mare cu 1, iar turelele de apărare extraterestre au o rază de acțiune mai mică și mai puține daune. Cu toate acestea, există două aspecte ale modului de joacă care pot influența lupta: utilizarea eficientă a artefactelor și ciclul zi/noapte.
Dark Colony este unul dintre primele RTS-uri care adaugă ciclul zi/noapte ca o considerație tactică, deoarece Taar văd mult mai bine în timpul nopții și provoacă, de asemenea, puțin mai multe daune, iar oamenii văd mult mai bine în timpul zilei, în timp ce fac mai multe daune în timpul zilei.

## Dark Colony: The Council Wars
Dark Colony: The Council Wars este un pachet de expansiune pentru jocul video Dark Colony din 1997, publicat la 8 ianuarie 1998.
Lucruri noi pe care jucătorii le pot găsi sunt farfurii zburătoare prăbușite, marcaj ale fortăreței Taar și o revizitare a Zonei 51, cu șerpi cu clopoței. În plus, tipurile de teren familiare au un aspect ușor diferit și sunete ambientale noi.
Jocul implică eradicarea oamenilor în timp ce joci cu rasa extraterestră Taar sau distrugerea extratereștrilor ca jucător uman.